# ماري بومان
ماري بومان (بالإنجليزية: Mary Bowman)‏ هي اقتصادية أمريكية، ولدت في 1908 في نيويورك في الولايات المتحدة، وتوفيت في 2002.